# Hiéroglyphe égyptien M17
Pour les articles homonymes, voir Roseau (homonymie).

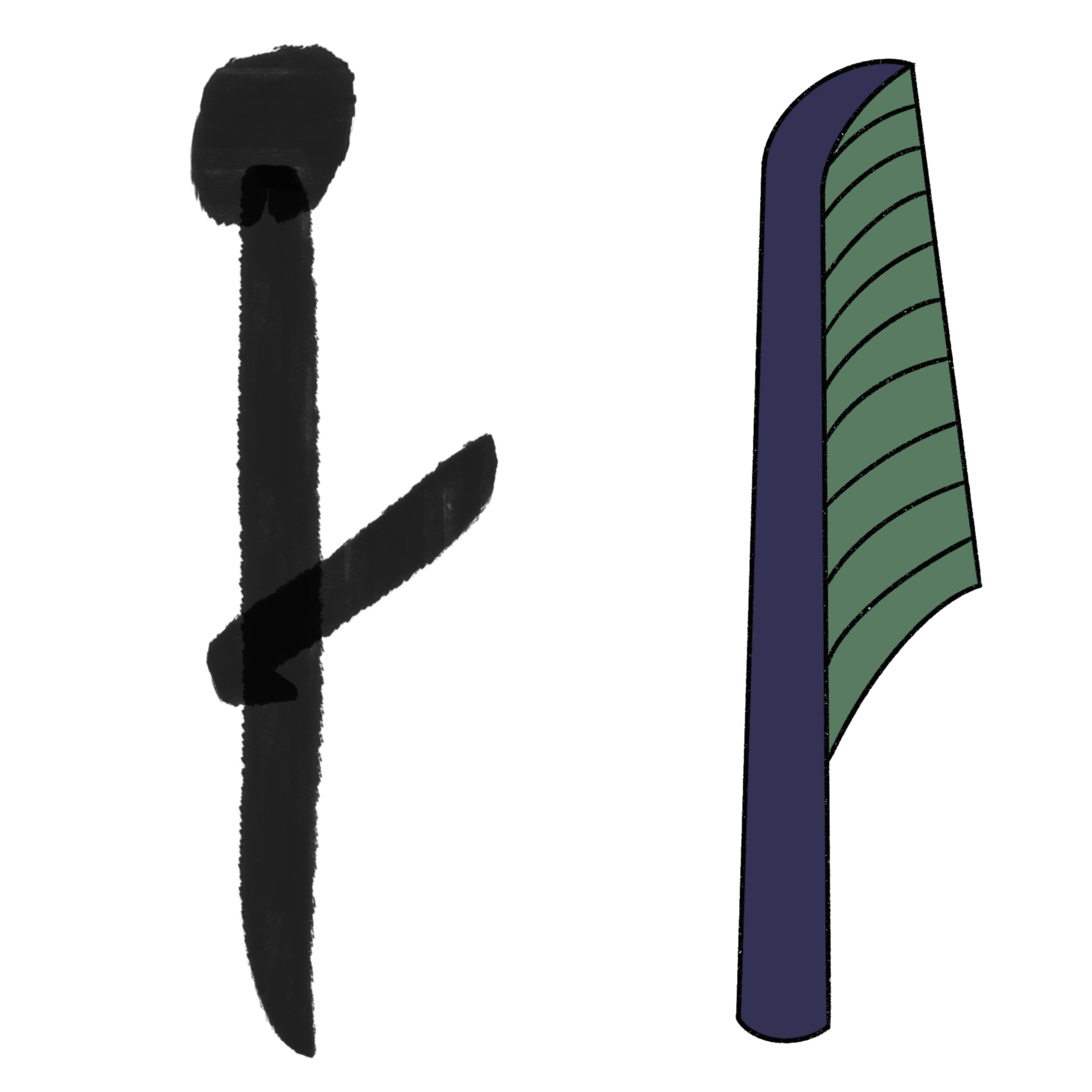
Version hiératique et hiéroglyphique.

Le roseau en hiéroglyphes égyptiens, est classifié dans la section M « Végétaux » de la liste de Gardiner ; il y est noté M17.

## Représentation
il représente un plant de canne de Provence (Arundo donax) en fleur. Il est translittéré j, y ou ȝ.

## Utilisation
| i | M2 · Z2 |

| i | M2 · Z2 |

d'où découle sa fonction en tant que phonogramme unilitère de valeur j (aussi translittéré ỉ).
| i | i |

| i | i |

| i | i |

| i | i |

| i | A1 |

| i | A1 |

| i | A1 |

| i | A1 |

| A1 |

| A1 |

## Exemples de mots
| M17 |

| M17 |

| M17 | X1 · I9 | A1 |

| M17 | X1 · I9 | A1 |

| M17 | A2 | N35 · N35 · Z2 |

| M17 | A2 | N35 · N35 · Z2 |